# ロミュラン人
ロミュラン人（ロミュランじん、Romulan）は、SFテレビドラマ・映画『スタートレック』シリーズに登場する架空のヒューマノイド型異星人。惑星連邦、クリンゴン帝国に隣接し、ベータ宇宙域に広がる星間国家のひとつ、ロミュラン星間帝国 (Romulan Star Empire) を支配している。『宇宙大作戦』初登場時の日本語訳ではロミュラス星人、ノベライズ『宇宙大作戦』シリーズでは当初はロムラン人、ロムラン帝国と表記されていた。

## 概要
狡猾な悪役として知られるシリーズ最古参異星人のひとつで、『宇宙大作戦』（TOS）『新スタートレック』（TNG）『スタートレック:ディープ・スペース・ナイン』（DS9）『スタートレック:ヴォイジャー』（VOY）『スタートレック:エンタープライズ』（ENT）『スタートレック:ディスカバリー』（DSC）『スタートレック:ピカード』（PIC）『スタートレック:ストレンジ・ニュー・ワールド』（SNW）等、シリーズほぼすべての作品に登場する。
初登場はTOSシーズン1『宇宙基地SOS』で、遮蔽装置で透明偽装したロミュラン船がロミュラン帝国・惑星連邦間の中立地帯近くの惑星連邦側の宇宙基地らを破壊、U.S.S.エンタープライズ NCC-1701のジェームズ・T・カーク船長が戦術的駆け引きの末にこれを撃破した。この時点ですでに「好戦的かつ隠れつつ陰から攻撃をしてくる卑怯な敵」「スポック副長の種族バルカン人と酷似している」「秘密だらけ」という性質は完成されており、以降50年以上に渡りこの性格を一貫させた異星人となっている。これは、同様の敵役最古参異星人のクリンゴン人が、当初は「荒くれ者の集団」であったものが「誇り高い戦士の一族」に変更されたこととは対照的である。
ロミュラン人は基本的には惑星連邦に敵対する種族であり、諜報活動や嘘の駆け引きに長ける。惑星連邦に加勢する場合でもその性質から全面的な信用はされない事が多かった。一般市民の中には自種族に蔓延している閉鎖的、猜疑的な性質を嫌い、祖を同じとするバルカン人との平和的な再統合を望む集団があったり、士官の中にも平和主義で心から連邦に協力する者もいる。

## ロミュラン帝国
正式名称はロミュラン星間帝国 (The Romulan Star Empire) 。
ベータ宇宙域における主要な大国のひとつである。母星は双子惑星ロミュラスとレミュス。支配民族はロミュラン人であり、その支配下に奴隷階級としてレムス人がいる。ロミュラン帝国は極端な秘密主義国家であり、閉鎖的かつ排他主義的国家であるため、貿易に関しても、おもに領域内部で行っている。

### 政治
最高評議会（Romulan Senate、元老院・上院とも訳される）とタル・シアー（Tal Shiar、諜報機関）によって成り立っている。カーデシアの諜報機関であるオブシディアン・オーダーと同様に、タル・シアーは暴走傾向にある。帝国ではあるが、皇帝は存在せず（Qの発言によると、かつては帝室が存在したようである）、最高位は選挙によって選ばれる執政官である。評議会議員は各地域から選挙によって選出される。

### 支配下の星
両星は二重惑星（または恒星からの距離がほぼ同じ）である。
- ロミュラス
  - ロミュラン星間帝国の首都星。レミュスと同一の軌道を取る。
- レミュス
  - 英語ではRemusだが、翻訳によりレムス、リーマス、ロミー (Romii) の表記もある。自転周期と公転周期が等しいため、地表の環境は非常に厳しい。住民は地下生活を強いられている。ダイリチウムの鉱山が地下にあり、そこでレムス人は強制労働を強いられている。

ロミュラス星、レムス星とも呼ばれる。

### おもな宇宙船
- ウォーバード
  - 戦艦
- D7級
  - クリンゴンのものをライセンス生産
- スカウトシップ
  - 偵察艦
- ナラーダ号
  - 元採掘船

### タル・シアー
ロミュラン帝国の諜報機関。カーデシア連合のオブシディアン・オーダーと異なり単なる諜報機関にすぎないが、与えられている権限は大きく、軍の頭越しに艦隊を指揮したり政府から逸脱して独自の行動を取ることすらある。また独自の艦隊も持つ。
その実力はオブシディアン・オーダーと互角か、少なくとも匹敵しており、ドミニオン戦争時には連合してオマリオン星系にある創設者の本拠地の惑星を一挙に叩こうとするほどである。この作戦は防諜網をかいくぐって侵入した創設者によって計画が漏洩されドミニオンに察知されており、両組織の連合艦隊は惑星を囮にしたドミニオン軍の一斉攻撃を受けて壊滅。オブシディアン・オーダーは組織として壊滅し、これが後にカーデシアの革命に繋がるが、タル・シアーは存続し、ドミニオン戦争を乗り切っている（DS9）。

#### ジャット・ヴァッシュ
タル・シアーの中には人工生命絶滅を謀る秘密組織ジャット・ヴァッシュが古くから存在する。かつて人工生命に文明を破壊された古代種族が20～30万年前に建造した、8重連星系の中の惑星アイアに残した"記憶の保管庫"を見たことで結成された。その後もこれにアクセスし、大多数が発狂して自死を遂げる危険な儀式を経ることで構成員が選ばれる（PIC）。

### クワト・ミラット
"無垢なる在り方"を教義の中心に据える戦士修道女の集団。タル・シアーとはしばしば対立する（PIC）。3189年、未来へ飛んだガブリエレ・バーナムが所属している（DSC）。

## 劇中の描写

### 身体
生物学的には惑星連邦所属種族であるバルカン人と同一の種族。これは地球での西暦4世紀ごろ、バルカンにて哲学者スラクの提唱した論理的思考と平和共存を目指す思想改革が行われた際、スラクの教えに賛同せずバルカンを捨て現在のロミュラスに移住した人々を祖先に持つためである。外見的には尖った耳、釣り上がった眉毛、つむじより放射状に広がった直毛の頭髪、緑色の血液などがバルカンと共通する。同祖であるバルカン人だけではなく、地球人やクリンゴン人とも混血可能（作品世界では異星間の結婚・混血はそう珍しい話ではない）。
TNG第55話「宿敵！ロミュラン帝国」ではドクター・クラッシャーが「バルカンと同じと思っていたが、微妙に違っていて治療に難が出ている」と述べており、身体構造はバルカン人と若干の差異がある。実際、TOSに登場したロミュラン人はバルカン人と同じメイクであったが、TNG以降に登場したロミュラン人はバルカン人に比べて肌の色が緑がかっており、額に浅い畝のようなものがある（アメリカでは緑色は悪役の色であり、ロミュランに限らずボーグなど敵対種族は緑色が差し色としてよく使われる）。この変更に対する説明はないが、PIC第3話「終わりの始まり」ではTOSメイクのロミュラン人がTNGメイクのロミュラン人を「北部出身の頑固者」と評する場面があり、身体構造の差異が地域差に起因するものであることが示唆されている。

### 精神
暴力的かつ狡猾で効率を重視し、形勢が不利とみなすと自軍の僚艦といえど容赦なく破壊する。また「最初の一発」は必ず敵に撃たせ、それから徹底的に撃ち返して正当防衛を主張するのを常套策とし、そのためにさまざまな策を弄する。猜疑心が強く偏執的な性向の者も少なくない。バルカン人の精神融合のような能力を見せるシーンはないが知能は高く、惑星連邦に匹敵する科学力を持ち、さらにはブラックホール動力源のワープコア、遮蔽装置、トライリチウム核反応抑止剤、セラロン放射線など連邦が着眼や研究すらしていない独特の高度な技術を有する。一方で人工知能を極端に嫌う性格を持っており、連邦でよく見られるホログラムやアンドロイドの研究はまったくされていない。

### 文化
挨拶には「栄光と繁栄を」（「栄光あれ」と翻訳されることもある）と言う。ロミュランエールという強い酒があり、惑星連邦領域内でも非合法ながら飲まれている。ドミニオン戦争時代には惑星連邦との同盟条約が締結された結果、合法となった。食事は地球人と似た、調理したものを好み生食は好まない模様で、捕虜収容所所長トカスはクリンゴン食に嫌悪をあらわにする。肩を強調した服を着用し、髪型はバルカン人と同じである。最高評議会議員の服装は和服に酷似しているが、文化的な位置づけは不明。刑罰は残虐で恣意的だが、一応いかなる罪人にも処刑前に「公式な弁明を述べる権利」だけは認められている。
「狡猾で残虐で、独自の長い歴史と文化を持つ宇宙第三位の覇権国家」という作中のイメージは、あきらかに冷戦期の中華人民共和国をもとにしているが、名称や細部には古代ローマ帝国の要素も多く盛り込まれている（惑星名の｢ロミュラス｣と「レミュス」は古代ローマ建国神話に登場する双子の兄弟の「ロームルス」と「レムス」に由来する）。また、クリンゴン人ほどではないにしても尚武の国であり、劇場版第6作『スタートレックVI 未知の世界』においてクリンゴンのケルラ准将は「しかしロムラン人は戦士の名誉の何たるかは知っています！！」と語り、またどちらかといえば陰湿な策を主とする文化であるが、そうした策を良しとしない硬派な武人も多い。
なお、ロミュランは軍事政権だがTOSの時代において、すでに女性でも能力次第で司令官に昇進でき、ロミュラン艦の艦長や副長は女性が多く登場する。DS9においては、永続委員会の議員にも女性が存在する。

## 劇中の歴史
2020年代には、時間旅行により未来から地球を訪れて、地球人が将来の強敵となる芽を摘もうとする（SNWシーズン2第3話）。
2152年にロミュラン帝国の領有する星系にエンタープライズ NX-01が迷い込んだことから地球人と初接触するが、その際は音声通信のみであった。このころのロミュラン帝国は、バルカン人・アンドリア人・テラライト人などの近隣他種族のあいだに諍いを起こさせ、その隙に勢力を拡大しようと画策していたが、これをジョナサン・アーチャー率いるエンタープライズに阻止されたため敵意の矛先を地球人に向けるようになり、2150年代後半には地球連合との間に大規模な武力衝突が発生する。おもに使用された核兵器により、互いの宇宙船などは跡形も無く破壊されつくしたため、捕虜はいっさい存在せず、中立地帯などを設けた停戦協定締結も音声通信のみで行われる。このため、初接触から約100年後の23世紀にロミュラン・バード・オブ・プレイによる惑星連邦領域への威力偵察が行われてU.S.S.エンタープライズ NCC-1701と交戦状態に入るまでの間、互いの姿を知らなかった（TOS『宇宙基地SOS』およびSNW『情けの価値』）。この戦いで、ロミュラン人とバルカン人が酷似していることが初めて分かり、エンタープライズ艦内はバルカン人のスポック副長への猜疑心で混乱する。
2260年代には短期間ながらクリンゴン帝国と同盟関係にあり、遮蔽装置と引き換えにD7級巡洋艦を供与されるなど、長距離用宇宙船製造のノウハウを得る。しかし、その後クリンゴンが惑星連邦に接近するにつれ関係が冷却、2344年のキトマーの大虐殺によって完全な敵対関係となり、クリンゴン人は惑星連邦以上にロミュラン人を蔑視し、敵意を持つようになる。
一方、惑星連邦に対しては一時的にロミュラン・クリンゴン・惑星連邦の3勢力による惑星共同開拓（失敗）を行ったり、惑星連邦に大使を派遣するなどしていたが、クリンゴンと惑星連邦の和平条約（キトマー条約）締結妨害へのロミュラン大使の関与が露呈したことをはじめ惑星連邦との衝突が目立つようになり、「別な用事（詳細不明）」があって鎖国政策をとり惑星連邦とふたたび接触を絶つ。その後、2364年に突如53年間続いた鎖国を解き再接触。クリンゴン帝国の内乱への介入、国内反体制勢力のバルカンとの民族再統合運動を逆用してバルカンの武力併合を企てるなど、数々の謀略を展開する（TNG）。
ドミニオンの存在が明らかになると、遮蔽装置を惑星連邦へ提供する。ドミニオン戦争序盤において、タル・シアーが政府に無断でカーデシアのオブシディアン・オーダーと共闘してドミニオンに攻撃を仕掛けるが、タル・シアー側の任務責任者ロヴォック大佐が可変種に取って替わられていた為に惨敗する。カーデシアがドミニオンに加盟しアルファ宇宙域での戦争が本格化すると中立を保つが、不可侵条約を進めていたヴリーナック議員の死亡事故からドミニオンのロミュラン侵攻計画が明らかになり、ドミニオンに宣戦布告する（このことはベンジャミン・シスコとエリム・ガラックの工作によるものであったことは知られていない）。以後、ドミニオン戦争では惑星連邦、クリンゴンと共同戦線を張る。最終決戦では艦隊に大きな損害を受け、旗艦を大破させられる（ただしロス提督の台詞に語られるのみで、破壊されるシーンは描かれていない）。この直前の作戦会議のシーンにロミュランの高官ヴェラル将軍が登場するが、消息は不明である（DS9）。
ドミニオン戦争終結後、ジャン＝リュック・ピカード艦長のクローンであるシンゾンが率いるレムス人とその内通者によるクーデターにより評議会議員が議場で暗殺され、政権が奪取されるが、ピカードとの対決によりシンゾンが死亡すると政権はロミュラン人の手に戻る（劇場版第10作『ネメシス/S.T.X』）。
2380年代前半にはロミュラン主星に超新星爆発の兆候が表れ、ピカード提督が主導して惑星連邦がロミュラン人数億人を避難させる。だが人工生命による火星の造船所襲撃により避難用船舶が不足し、もともとロミュラン人救難に反対する加盟国も多かった惑星連邦は、救難活動を中止する。その後、超新星爆発の直撃を受けたロミュラスとレミュスは消滅する（PIC、劇場版第11作）。
2399年、タル・シアーの中の秘密組織ジャット・ヴァッシュが人工生命の撲滅を謀るが宇宙艦隊の前に撤退する（PIC）。
3189年、スポックの努力の結果ロミュラン社会とバルカン社会は統一され、バルカン星はNi'Var（ニバー）と呼ばれているが、両社会間の対立は続く。"大火"と呼ばれる宇宙的規模の異変ののち、連邦からは離脱している（DSCシーズン3）。ロミュラン側は連邦（マイケル・バーナム船長）の姿勢に理解を示し、バルカン側は難色を示す様式となってしまっていたが、バーナムの行動によりバルカン側も態度を軟化させ、シーズン4にて連邦に復帰した。

## 主要なロミュラン人
- バード・オブ・プレイ艦長（TOS,SNW）
  - 上記の威力偵察を行うバード･オブ･プレイの艦長。連邦の中立空域監視基地を不承不承ながら次々と撃破し、駆けつけたカーク船長指揮下のエンタープライズと虚虚実実の駆け引きを行いながら、本国への生還を目指す。演じたマーク・レナードはバルカン人でスポックの父親のサレクも演じている。
  - SNW10話にも可能性の未来において登場した。TOS同様理知的な人物で戦いに疲れており、パイクと歩み寄る姿勢を見せていたが、部下に密告されて執政官に自船共々処刑された。
- 女司令官Emeralda（TOS）
  - TOSエピソード「透明宇宙船」に登場。クリンゴンから供与されたD7級巡洋艦を指揮している。「疲労のあまり精神錯乱に陥った」カークの命でロミュラン領内に侵入したエンタープライズを拿捕し、さらにスポックを「個人的に」味方につけようとする。
- セーラ（TNG）
  - ロミュラン軍の女性司令官。パラレルワールドのナターシャ・ヤーとロミュラン人の間に生まれた。若くして指揮官に登りつめた実力を持つ。その生まれのせいかジャン＝リュック・ピカード艦長に敵意を燃やし、一度ならず謀略にピカードはじめU.S.S.エンタープライズDを巻き込む。
  - 2387年の惑星ロミュラス崩壊後、ロミュラン女帝を自称して排他的なグループを率いる（『Star Trek Online』独自の設定）。
- ネラル
  - 2360-70年代の執政官。騎兵隊出身。タル・シアーのセーラとともにバルカンへの武力侵攻を画策する。
- トモロク（TNG）
  - ロミュラン軍の司令官（後に大使に昇進）。U.S.S.エンタープライズDの前に比較的多く現れる、典型的なあくどいロミュラン人。
  - 2379年のシンゾンの政変当時はロミュラン艦隊総司令官の地位にあり、シンゾンがU.S.S.エンタープライズEとの戦闘で敗死したあとは、シンゾンに与して評議員を皆殺しにしたタローラ総督を支援したためドナトラ司令官と対立、2383年にドナトラ派を一掃しようと攻撃を仕掛けるものの、タリス提督の援助を受けたドナトラ派に敗れ、タローラ総督によってその地位を剥奪される（『Star Trek Online』独自の設定）。
- タローラ（『Star Trek Online』）
  - 最高評議会の女性評議員。2379年のシンゾンの政変に際し、シンゾンに協力して最高評議会議事堂にセラロン放射線拡散装置を仕掛け、評議員を皆殺しにする。シンゾンがU.S.S.エンタープライズEとの戦闘で敗死したあとはトモロク総司令官の支持を受けて総督に就任するも、トモロクの失脚によりその勢力は大きく弱体化される。
- タリス（TNG）
  - ロミュラン軍の女性副司令官。デイダリデックス級ウォーバード、ハーコナ号の艦長。2365年にアイコニアの遺産を奪おうとU.S.S.ヤマトに介入するものの、艦がコンピューターウイルスに感染して致命的なシステム異常を起こし、自爆寸前だったところをU.S.S.エンタープライズDによって救われる。2379年のシンゾンの政変当時は提督の地位にあり、タローラ総督・トモロク総司令官と対立していたドナトラ司令官を支援、ドナトラが女帝の地位に就いたあとは、その名代として最高評議会に出席する（『Star Trek Online』独自の設定）。
- トカス（TNG）
  - 収容所所長。ロミュラン人でありながらクリンゴン人捕虜と平和に暮らそうと志し、女性捕虜との間に娘までもうける。
- ネヴェック（TNG）
  - スポックの地下組織の一員。ディアナが眠っている間に拉致してタルシアー将校に変装させ、一芝居打つよう強要する。
- ヴリーナック（DS9）
  - 上院議員でタルシアー副議長。ドミニオンと折衝していたが、ロミュランを戦争に引き込もうとするシスコらの工作によりシャトル爆破で死亡させられる。
- キマラ・クレタク（DS9）
  - ドミニオン戦争時にロミュランを代表して、惑星連邦の宇宙基地ディープ・スペース・ナインに派遣された議員。ロミュランの利益を重視しすぎるため、惑星連邦との同盟をより安定させるためにセクション31によって失脚させられる。
- コヴァル（DS9）
  - タルシアーの長。実は惑星連邦（セクション31）のスパイ。バルカン人、ロミュラン人特有の病気に感染しており病が進行しつつある。
- テレク・ルモール（VOY）
  - ロミュラン天文アカデミーの士官で科学調査船の船長。2351年の科学探査任務中にアルファ宇宙域で極小のワームホールを発見し、反対側の2371年のデルタ宇宙域にいるU.S.S.ヴォイジャーと通信する。自身も故郷に妻子を残し長期任務中だったため、孤独なデルタ宇宙域にいるヴォイジャークルーに同情し、協力することとなる。ヴォイジャーに転送したさいに時間差が判明し、タイムパラドックスを起こさぬため2371年になったらクルーの家族へのメッセージを送ることを約束し2351年に帰ってゆく。のち、2367年には亡くなっており、クルーのメッセージが送信されたかは不明となる。
- ドナトラ（劇場版第10作）
  - ロミュラン軍の女性司令官。2378年の政変に際してシンゾン執政官に協力するが、その本心を知って反旗を翻す。ヴァルドア級ウォーバード2隻を率いて戦場に現れ、U.S.S.エンタープライズEを援護する。その戦いぶりはロミュランが親の仇であるウォーフをして「勇敢」と言わしめるほど。戦闘後、大破したエンタープライズEに救助班と補給物資を送り、惑星連邦とロミュラン帝国の関係が変わるきっかけとなった。劇場版第10作の直接の後日談である小説『STARTREK:TITAN』では、U.S.S.タイタンの艦長に就任したライカー大佐とともに、領域の安定のため働いている。
  - シンゾンがエンタープライズEとの戦闘で敗死したあとは、シンゾンに加担していたタローラ総督・トモロク総司令官と激しく対立、タリス提督とともにトモロク派を排撃したあとにロミュラン帝国の中心的人物となり、2382年には女帝の地位に就く（『Star Trek Online』独自の設定）。
- ヴァルドア（ENT）
  - 22世紀なかごろのロミュラン軍提督。かつては評議員であったが、議会で「征服が本当に無限の拡大のための最良の手段なのか」と発言したため、糾弾され失職した。その後は考えることをやめ、提督としてロミュランの理想実現のため邁進してきた。
  - ホログラムでさまざまな種族の船の外見を偽装出来る改造ウォーバードを使い、アルファ・ベータ宇宙域に混乱をもたらすミッションを指揮するが、ジョナサン・アーチャー船長が各国艦長を糾合して現場レベルでの対改造ウォーバード同盟を結成してこれを阻止。逆に惑星連合成立のきっかけを作ることになる。
  - 非常に冷酷な人物として描かれているが、DVDの特典映像として収録されている削除シーンでは、評議員から作戦失敗の責任を問わるも一切の抗弁をせずにレムス兵によって連行される際、「失敗の責任は我々にある、あなたではない」と自分を庇う発言をした部下に対し、賞賛の言葉を送る姿が描かれている。
- ネロ（劇場版第11作）
  - 24世紀の中型採鉱船ナラーダ号の船長。ロミュラン鉱山ギルドの長であり、オブザーバーとして最高評議会に出席する資格を持つ。惑星ロミュラスが超新星爆発の危機に直面したさい、スポックと協力して母星を守ろうとする。しかしスポックは間にあわず、ロミュラスはネロの身重の妻とともに消滅。復讐の鬼と化したネロは、国民を見殺しにして自分たちだけ避難していた総督とその側近らを殺害し、総督杖を奪う。兵器研究施設のディスパル司令官の支援を受けナラーダ号を超大型戦艦に改造したネロは、ウォーフ将軍率いるクリンゴン艦隊やデータ大佐指揮のU.S.S.エンタープライズEをやすやすと撃退し[注釈 4]、超新星が赤色物質の投下を受けて変異したことから発生した時空の裂け目にナラーダ号を突入させ、23世紀（スポックの若いころ）の宇宙へタイムスリップ、過去の惑星バルカンを破壊、そして地球にも刃を向ける。頭髪をすべて刈り顔や頭部にタトゥーを施すという、ロミュラン人が喪に服すさいの伝統的な装いをしている。
- ハキーヴ（Star Trek Online）
  - 2400年代初頭の情報機関タルシアーの指導者。部下から抗議を受けるほどの残虐非道な人物で、アイコニア人から入手したゲートウェイなどの超テクノロジーを用いてレムス人の独立運動弾圧に血道を上げる。しかし2409年、レムス・レジスタンスが宇宙艦隊の支援を受けたことで大敗を喫し、ブレア星系の戦いで戦死する。
- ナレク (PIC)
  - タル・シアーの一員。ナリッサの弟。2399年、休眠したボーグ・キューブ内に勤務する人工生命のソージを探り、親しい仲になって人工生命の故郷コッペリウスの場所を突き止める。タル・シアー艦隊による人工生命の全滅を謀る姉の意図に反し全面戦争を回避しようとする。
- ナリッサ (PIC)
  - タル・シアー内の秘密組織ジャット・ヴァッシュの一員でナレクの姉である。2385年、オウに指導され古代種族の記憶を見て組織に加入する。2399年、地球人に偽装し宇宙艦隊情報部員リゾー大尉になりすます。データの双子の娘を追跡するが一人を殺してしまい、弟にもう一人に接近させて人工生命の故郷の星の位置を知り、タル・シアー艦隊を向かわせる。ブルーを殺すが、セブン・オブ・ナインに奈落に落とされて仇を取られる。
- オウ (PIC)
  - ロミュラン人とバルカン人の混血で、タル・シアー内の秘密組織ジャット・ヴァッシュの指導者である。2385年、ロミュラス主星の超新星爆発が迫る時期、ナリッサら女性に、人工生命に滅ぼされた古代の種族の残した記憶を見させる儀式を行い、正気を保ったものを成員に加える。人工生命を操り火星を襲撃させて造船所を破壊し、惑星連邦によるロミュラン人救助の中止と人工生命禁止を招く。2399年、バルカン人になりすまし、宇宙艦隊准将でナリッサの上官の情報部長となっている。データの複製の双子の娘たちの存在を知り、ナリッサとナレクに調査させ、人工生命の故郷コッペリウスの位置を聞き出させる。将軍としてタル・シアー艦隊を率い人工生命の壊滅を図るが、ピカード提督の呼んだ宇宙艦隊に妨げられて撤退する。
- ジャバン、ラリス  (PIC)
  - 元タル・シアーの夫婦。2385年、ピカード提督のロミュラン救出作戦中にタル・シアーを裏切って助け[注釈 4]、その後は地球のピカードのワイナリーで彼に仕える。ジャバンは死に、ラリスが残される。
- エルノア (PIC)
  - 2385年、ピカード提督によってクワト・ミラットに預けられた孤児の少年。2399年、格闘技の達人となり人工生命を探すピカードの護衛をつとめる。宇宙艦隊アカデミーを卒業し、U.S.S.エクセルシオールに士官候補生として乗務する。
- タリン (PIC)
  - 重要な人物を見守る監査官（ウォッチャー）。2024年のロサンゼルスで、ジャン＝リュック・ピカードの先祖でエウロパ計画に参加しようとしている宇宙飛行士のルネ・ピカードを見守る。
- ヴェレク (DSC)
  - 24世紀の科学者。惑星連邦、ロミュラン、クリンゴン、カーデシアらが創始者が全ヒューマノイドの祖であることを発見した場に居合わせ（TNG第146話「命のメッセージ」）、その後に創始者の技術を研究するチームの一員となってその成果を秘匿する（DSC）。